# Coronel João Pessoa
Coronel João Pessoa é um município brasileiro no sudoeste do estado do Rio Grande do Norte. Situa-se na região do Alto Oeste Potiguar, distante 442 quilômetros da capital do estado, Natal. Sua população, conforme dados do censo de 2022, era de 4 237 habitantes, sendo o 128° município mais populoso do Rio Grande do Norte (em 167 municípios).
A história do município tem início por volta do ano 1700, com a chegada de seus primeiros habitantes vindos do Ceará que, atraídos pela fertilidade do solo, apossaram-se da área e fixaram moradia, originando a atual fazenda Quintos. Posteriormente, na área onde hoje está a cidade, surgiu o povoado dos Cágados que, pela sua localização entre as serras de São José e São Miguel, passou a ser chamado de Baixio dos Cágados, em data desconhecida e, entre os anos 1930 e 1940, Baixio de Nazaré.
Com o crescimento do povoado, Baixio de Nazaré tornou-se distrito de São Miguel, por meio da lei estadual 52, de 21 de dezembro de 1953. Em 19 de dezembro de 1963, a lei estadual 3 005 elevou o distrito à categoria de município, que passou a se chamar Coronel João Pessoa, instalado oficialmente em 1° de janeiro de 1964. O topônimo é uma referência ao agricultor e político João Pessoa de Albuquerque (1854-1928), natural de São Miguel, tendo sido presidente da intendência municipal, deputado estadual e coronel da Guarda Nacional.

## Geografia
De acordo com a divisão do Instituto Brasileiro de Geografia e Estatística (IBGE) vigente desde 2017, Coronel João Pessoa pertence à região geográfica imediata de Pau dos Ferros, dentro da região geográfica intermediária de Mossoró; até então, com a vigência das divisões em mesorregiões e microrregiões, fazia parte da microrregião da Serra de São Miguel, que por sua vez estava incluída na mesorregião do Oeste Potiguar.
Distante 442 km da capital estadual, Natal, Coronel João Pessoa se limita com São Miguel a norte e a oeste; Luís Gomes e Venha-Ver a sul e Riacho de Santana, Água Nova e Encanto a leste. A área do município é de 117,139 km² (0,2218% do território estadual), dos quais apenas 0,564 km² constituem a cidade, constituída pelo Centro mais os bairros Anízio Belo de Souza, Campo Limpo, Clementino Granjeiro, Núcleo de Bebeu e Núcleo de Vital.
O relevo de Coronel João Pessoa está inserido na Depressão Sertaneja e no Planalto da Borborema (esta compreendendo as áreas de maior altitude), abrangendo terrenos formados a partir de rochas metamórficas do embasamento cristalino, datadas do período Pré-Cambriano, com idade entre um bilhão e 2,5 bilhões de anos. O solo local é o pozdólico vermelho amarelo equivalente eutrófico, chamado de luvissolo na nova classificação brasileira de solos, bem drenado e apresentando textura argilosa ou entre média e argilosa.
Esses solos são cobertos pela Caatinga, apresentando espécies de pequeno e médio porte, cujas folhas desaparecem na estação seca. Todo o território municipal está inserido nos domínios da bacia hidrográfica do rio Apodi-Mossoró, sendo cortado pelo riacho das Almas e os córregos Carrapateira, Ferreirão, do Marçal, Poço de Vara, da Olaria e Saco dos Bois. O principal reservatório é o Açude do Caldeirão, na vila homônima, com capacidade de armazenamento para 484 970 m³, servindo de abastecimento à população local.
O clima, por sua vez, é semiárido, com chuvas concentradas no primeiro semestre. Segundo dados da Empresa de Pesquisa Agropecuária do Rio Grande do Norte (EMPARN), o maior acumulado de chuva em 24 horas registrado em Coronel João Pessoa chegou a 154 mm em 29 de maio de 2014, enquanto o recorde mensal é de 461,8 mm em março de 2008. Desde novembro de 2020, quando entrou em operação uma estação meteorológica da EMPARN, a menor temperatura ocorreu no amanhecer do dia 10 de agosto de 2022, com mínima de 16 °C, e a maior em 8 de outubro do mesmo ano, quando a máxima atingiu 37,5 °C no período da tarde.
| Dados climatológicos para Coronel João Pessoa                                                   | Dados climatológicos para Coronel João Pessoa | Dados climatológicos para Coronel João Pessoa | Dados climatológicos para Coronel João Pessoa | Dados climatológicos para Coronel João Pessoa | Dados climatológicos para Coronel João Pessoa | Dados climatológicos para Coronel João Pessoa | Dados climatológicos para Coronel João Pessoa | Dados climatológicos para Coronel João Pessoa | Dados climatológicos para Coronel João Pessoa | Dados climatológicos para Coronel João Pessoa | Dados climatológicos para Coronel João Pessoa | Dados climatológicos para Coronel João Pessoa | Dados climatológicos para Coronel João Pessoa |
| Mês                                                                                             | Jan                                           | Fev                                           | Mar                                           | Abr                                           | Mai                                           | Jun                                           | Jul                                           | Ago                                           | Set                                           | Out                                           | Nov                                           | Dez                                           | Ano                                           |
| ----------------------------------------------------------------------------------------------- | --------------------------------------------- | --------------------------------------------- | --------------------------------------------- | --------------------------------------------- | --------------------------------------------- | --------------------------------------------- | --------------------------------------------- | --------------------------------------------- | --------------------------------------------- | --------------------------------------------- | --------------------------------------------- | --------------------------------------------- | --------------------------------------------- |
| Temperatura máxima recorde (°C)                                                                 | 36,6                                          | 36,2                                          | 34,3                                          | 33,2                                          | 31,6                                          | 32,7                                          | 34,6                                          | 34,7                                          | 36,6                                          | 37,5                                          | 37,1                                          | 37,4                                          | 37,5                                          |
| Temperatura mínima recorde (°C)                                                                 | 20,4                                          | 19,8                                          | 19,7                                          | 19,4                                          | 17,6                                          | 16,2                                          | 16,7                                          | 16                                            | 16,1                                          | 18,4                                          | 20,7                                          | 21,3                                          | 16                                            |
| Precipitação (mm)                                                                               | 95,7                                          | 143,9                                         | 183                                           | 184,3                                         | 111,6                                         | 50,3                                          | 23,1                                          | 4,9                                           | 3                                             | 7,5                                           | 3,5                                           | 25,9                                          | 836,7                                         |
| Fonte: EMPARN (médias de precipitação: 2004-2021; recordes de temperatura: 12/11/2020-presente) |                                               |                                               |                                               |                                               |                                               |                                               |                                               |                                               |                                               |                                               |                                               |                                               |                                               |

## Demografia
A população de Coronel João Pessoa no censo demográfico de 2022, de acordo com o Instituto Brasileiro de Geografia e Estatística (IBGE), era de 4 237 habitantes, com uma taxa de diminuição média de 0,933% em relação ao censo de 2010, sendo o 128° município mais populoso do Rio Grande do Norte e o 4 562° do Brasil, apresentando uma densidade populacional de 36,8 hab./km². De acordo com este mesmo censo, 62,76% dos habitantes viviam na zona rural e 37,24% na zona urbana; 50,38% dos habitantes eram do sexo feminino e 49,62% do sexo masculino, tendo uma razão de sexo de 98,5 homens para cada cem mulheres. Quanto à faixa etária, 60,9% da população tinham entre 15 e 64 anos, 29,86% menos de quinze anos e 9,24% 65 anos ou mais.

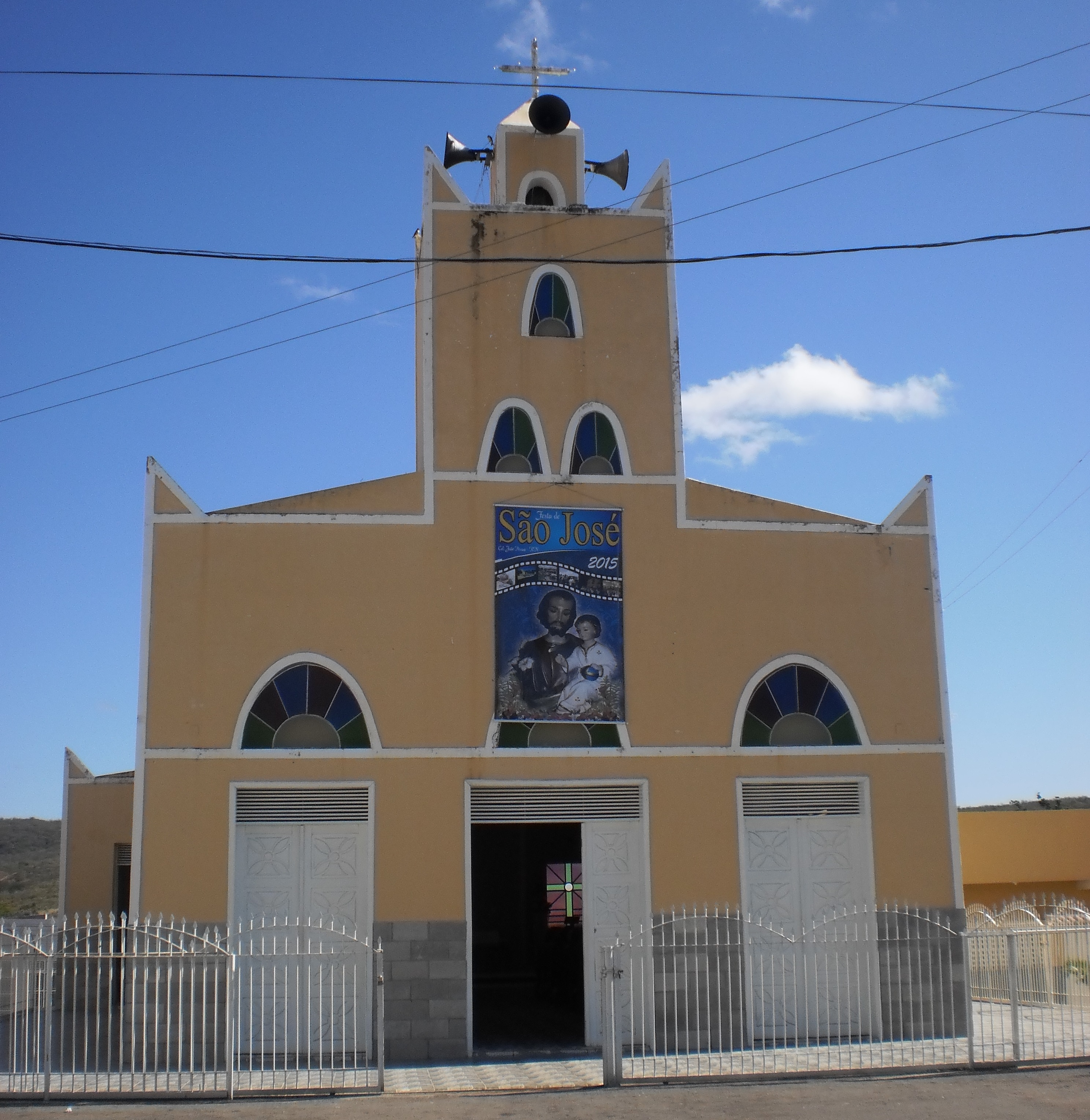
Capela de São José, padroeiro de Coronel João Pessoa, da paróquia de São Miguel Arcanjo

Conforme pesquisa de autodeclaração do mesmo censo, a população era composta por brancos (49,58%), pardos (48,4%), pretos (1,58%) e amarelos (0,44%). Considerando-se a nacionalidade, todos os habitantes eram brasileiros natos, 80,14% naturais do próprio município, dos 92,34% nascidos no estado. Dentre os 7,66% naturais de outras unidades da federação, os estados com maior percentual de residentes eram Ceará (4,69%) e São Paulo (1,4%), havendo ainda residentes de outros cinco estados mais o Distrito Federal.
Ainda segundo o mesmo censo, a população do município era formada por católicos (90,63%) e evangélicos (8,04%) e espíritas (0,07%); outros 1,26% não tinham religião. O município tem como padroeiro São José e pertence à paróquia de São Miguel, da Diocese de Santa Luzia de Mossoró. Há ainda alguns credos protestantes ou reformados, sendo elas a Assembleia de Deus (maior delas), Congregação Cristã do Brasil, Deus é Amor, Igreja Batista, Igreja Universal do Reino de Deus e O Brasil para Cristo.
O Índice de Desenvolvimento Humano (IDH-M) do município é considerado baixo, de acordo o Programa das Nações Unidas para o Desenvolvimento (PNUD). Segundo dados do relatório de 2010, divulgados em 2013, seu valor era de 0,578, estando 139ª posição a nível estadual e na 4670ª a nível federal. Considerando-se apenas o índice de longevidade, seu valor é de 0,748, o valor do índice de renda é de 0,549 e o de educação é de 0,471. De 2000 a 2010, a proporção de pessoas com renda domiciliar per capita de até 140 reais caiu de 73,4% para 43,3%, apresentando uma redução de 41%. Em 2010, 56,7% da população vivia acima da linha de pobreza, 23,6% abaixo da linha de indigência e 19,7% entre as linhas de indigência e de pobreza. No mesmo ano, o índice de Gini era de 0,50 e os 20% mais ricos eram responsáveis por 52,26% no rendimento total municipal, valor mais de 21 vezes superior à dos 20% mais pobres, que era de apenas 2,45%.

## Política

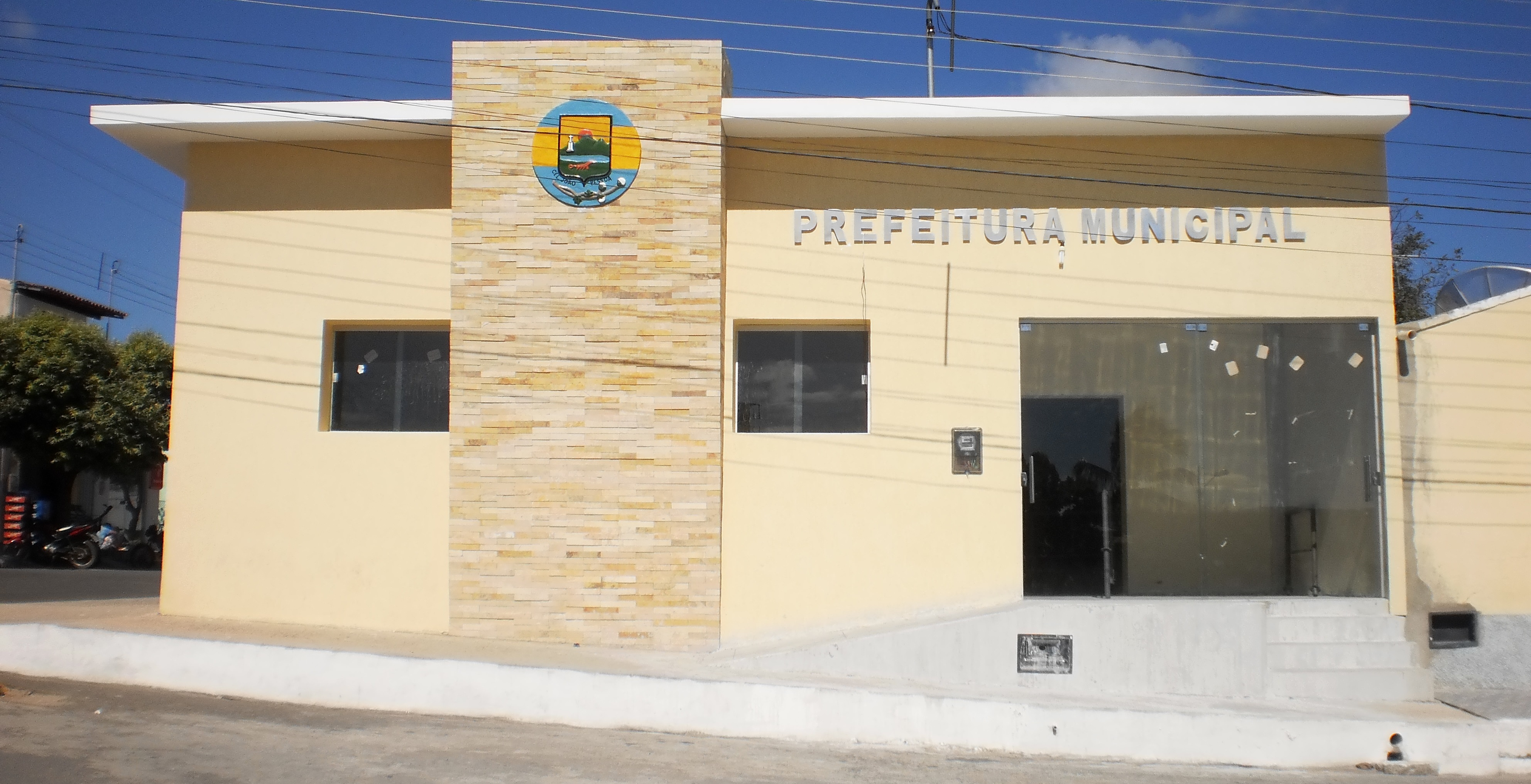
Prefeitura

De acordo com a lei orgânica de Coronel João Pessoa, promulgada no dia 3 de abril de 1990, a administração municipal se dá pelos poderes executivo, representado pelo prefeito e seu secretariado, e legislativo, exercido pela Câmara Municipal, que possui nove vereadores e funciona no Palácio Vereador José Augusto. Cabe à casa elaborar e votar leis fundamentais à administração e ao executivo, especialmente o orçamento municipal. Tanto o prefeito quanto os vereadores são eleitos pelo voto direto para exercerem mandatos de quatro anos.
Em complementação ao processo legislativo e ao trabalho das secretarias, também existe, alguns conselhos municipais em atividades: assistência social, direitos da criança e do adolescente, educação, FUNDEB e saúde. O município se rege por sua lei orgânica, promulgada em 3 de abril de 1990 e é termo judiciário da comarca de São Miguel, de segunda entrância. De acordo com o Tribunal Superior Eleitoral (TSE), Coronel João Pessoa pertence à 43ª zona eleitoral do Rio Grande do Norte e possuía, em dezembro de 2016, 4 134 eleitores, o que representa 0,172% do eleitorado potiguar.

## Economia

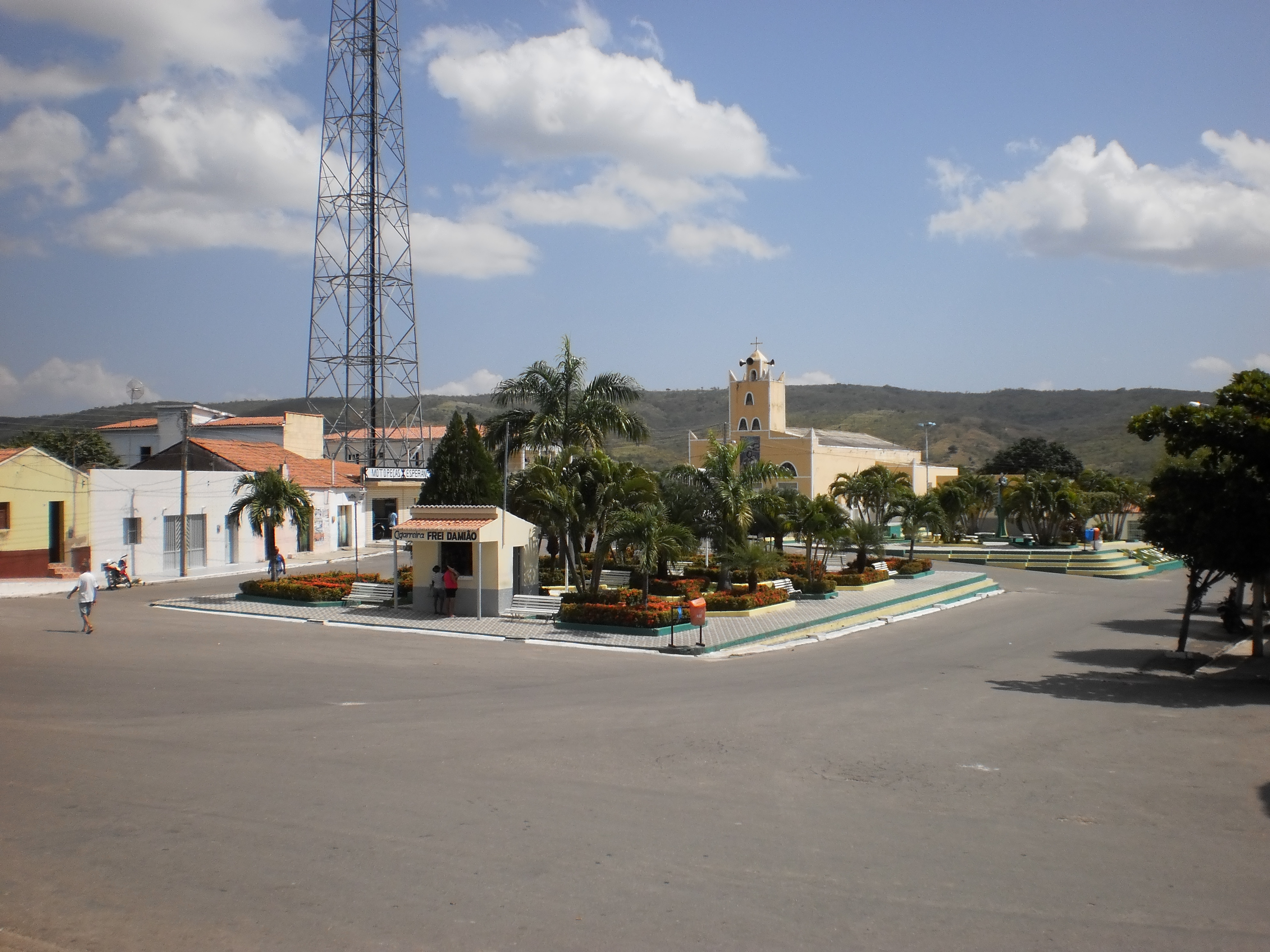
Centro da cidade, com destaque para a Praça de São José e a capela ao fundo.

Segundo o IBGE, em 2012 o Produto Interno Bruto (PIB) do município de Coronel João Pessoa era de R$ 27 440 mil, dos quais 22 230 mil do setor terciário, R$ 2 312 mil do setor secundário, R$ 1 494 mil de impostos sobre produtos líquidos de subsídios a preços correntes e R$ 1 404 mil do setor primário. O PIB per capita era de R$ 5 737,01. No ano seguinte o município possuía um rebanho de 8 460 galináceos (frangos, galinhas, galos e pintinhos), 2 455 bovinos, 846 suínos, 843 ovinos, 503 caprinos e 86 equinos. Na lavoura temporária de 2013 foram produzidos milho (30 t), mandioca (18 t), feijão (12 t), cana-de-açúcar (7 t), e na lavoura permanente apenas castanha de caju (1 t). Ainda no mesmo ano o município também produziu 273 mil litros de leite de 488 vacas ordenhadas; quinze mil dúzias de ovos de galinha e 2 769 quilos de mel de abelha.
Considerando-se a população municipal com idade igual ou superior a dezoito anos (2010), 58% eram economicamente ativas ocupadas, 39,1% economicamente inativa e 2,8% ativa desocupada. Ainda no mesmo ano, levando-se em conta a população ativa ocupada na mesma faixa etária, 45,84% trabalhavam na agropecuária, 35,5% no setor de serviços, 5,86% na construção civil, 4,16% no comércio, 2,03% em indústrias de transformação e 2,02% na utilidade pública. Conforme a Estatística do Cadastral de Empresas de 2013, Coronel João Pessoa possuía 25 unidades (empresas) locais, todas atuantes. Salários juntamente com outras remunerações somavam 4 994 mil reais e o salário médio mensal de todo o município era de 2,1 salários mínimos.

## Infraestrutura
O serviço de abastecimento de água do município é feito pela Companhia de Águas e Esgotos do Rio Grande do Norte (CAERN). Em 2010, dos 1 273 domicílios do município, 1 049 domicílios eram abastecidos pela rede geral (82,4%); 99 através de poços (7,77%); 44 por carro-pipa ou água da chuva (3,46%); 43 por meio(s) de rio(s), açude(s), lago(s) ou igarapé(s) (3,38%) e 38 de outra(s) forma(s) (1,58%). A empresa responsável pelo abastecimento de energia elétrica é a Companhia Energética do Rio Grande do Norte (COSERN). Do total de domicílios, 1 262 tinham eletricidade (99,14%), todas a partir da companhia distribuidora. O lixo era coletado em 645 domicílios (50,67%), 641 a partir de caçambas (50,35%) e quatro pelo serviço de limpeza (0,31%).
A frota municipal em 2014 era de 414 motocicletas, 179 automóveis, 56 caminhonetes, 21 motonetas, quinze caminhões, quatro camionetas, três ônibus, três micro-ônibus e um utilitário, totalizando 696 veículos. O município é cortado pela RN-177, que liga Coronel João Pessoa a Venha-Ver e São Miguel.
O código de área (DDD) de Coronel João Pessoa é 084 e o Código de Endereçamento Postal (CEP) é 59930-000.  Conforme dados do censo de 2010, do total de domicílios, 692 tinham somente telefone celular (54,39%), 73 possuíam celular e fixo (5,72%) e 23 apenas telefone fixo (1,81%).

### Saúde
A rede de saúde de Coronel João Pessoa dispunha, em 2009, de quatro estabelecimentos, todos públicos e municipais, com um total de oito leitos para internação. Em 2010, a expectativa de vida ao nascer era de 69,86 anos, com índice de longevidade de 0,748, taxa de mortalidade infantil até um ano de idade de 27,1 por mil nascidos vivos e taxa de fecundidade de 2,3 filhos por mulher. Em abril do mesmo ano, a rede profissional de saúde era constituída por doze auxiliares de enfermagem, sete médicos (dois médicos de família, dois clínicos gerais, um pediatra, um gineco-obstetra e um cirurgião geral), quatro enfermeiros, dois cirurgiões-dentistas, dois farmacêuticos, dois assistentes sociais e um técnico em enfermagem, totalizando trinta profissionais.
Segundo dados do Ministério da Saúde, de 2001 a 2012, foram notificados 370 casos de dengue, sete de leishmaniose e um de malária e, de 1990 a 2012, três casos de AIDS foram registrados. Em 2014, todas as crianças menores de um ano de idade estavam com a carteira de vacinação em dia e, dentre as crianças menores de dois anos pesadas pelo Programa Saúde da Família (PSF), 0,7% estavam desnutridas. O município pertence à VI Unidade Regional de Saúde Pública do Rio Grande do Norte (URSAP-RN), sediada em Pau dos Ferros.

### Educação
| 2005 | 2,6 | -   |
| 2007 | 2,9 | 2,9 |
| 2009 | 3,5 | 3,8 |
| 2011 | -   | 3,1 |
| 2013 | 3,5 | -   |

O fator "educação" do IDH no município atingiu em 2010 a marca de 0,471, ao passo que a taxa de alfabetização da população acima dos dez anos indicada pelo último censo demográfico do mesmo ano foi de 69,6% (77,5% para as mulheres e 61,5% para os homens). Ainda em 2010, Coronel João Pessoa possuía uma expectativa de anos de estudos de 8,69 anos, valor abaixo da média estadual (9,54 anos). A taxa de conclusão do ensino fundamental, entre jovens de 15 a 17 anos, era de 30,8%, enquanto o percentual de conclusão do ensino médio (18 a 24 anos) de 41,2%. Em 2014, a distorção idade-série entre alunos do ensino fundamental, ou seja, com idade superior à recomendada, era de 23,8% para os anos iniciais e 47,4% nos anos finais, enquanto no ensino médio essa defasagem era de 47,9%.
No censo de 2010, de toda a população municipal, 1 675 frequentavam creches ou escolas, sendo 1 578 na rede pública de ensino (94,2%) e 97 em redes particulares (5,8%); 1 017 cursavam o regular do ensino fundamental (60,68%), 162 o regular do ensino médio (9,7%), 127 estavam em classes de alfabetização (7,56%), 107 em cursos superiores de graduação (6,41%), 92 em creches (5,49%), 63 o pré-escolar, 47 a educação de jovens e adultos do ensino fundamental (2,83%), 32 a alfabetização de jovens e adultos (1,89%), quatorze a educação de jovens e adultos do ensino médio (0,86%), onze na especialização de nível superior (0,68%) e dois no mestrado (0,14%). Levando-se em conta o nível de instrução da população com idade superior a dez anos, 2 949 não possuíam instrução e fundamental incompleto (74,93%), 556 ensino médio completo e superior incompleto (14,14%), 343 fundamental completo e médio incompleto (8,73%), 81 o superior completo (2,07%) e cinco com nível não determinado (0,14%). Em 2012 Coronel João Pessoa possuía uma rede de dez escolas de ensino fundamental (com 62 docentes), sete do pré-escolar (dez docentes) e uma de ensino médio (onze docentes).

## Cultura

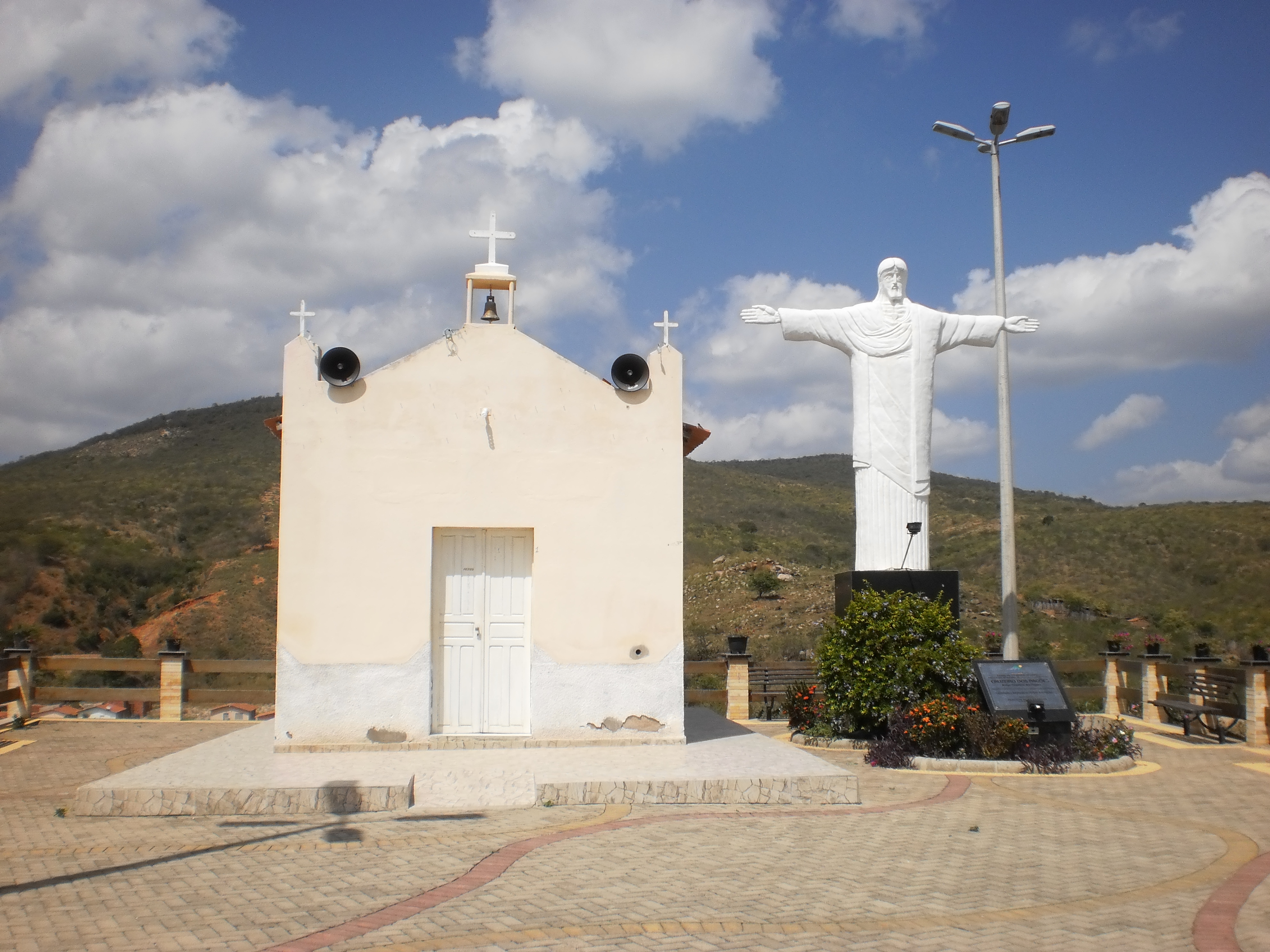
Cruzeiro dos Pagãos, com a Capela de São Francisco e a estátua de Cristo-Rei.

No calendário cultural do município, destacam-se a festa de São José, entre os dias 9 e 19 de março, com novenas e missas realizadas em homenagem ao padroeiro municipal, encerrando-se com a tradicional procissão; as festas juninas, no mês de junho, com apresentações de quadrilhas e arraiás, com destaque para a festa de São Pedro, em 28 de junho; e a festa de emancipação política de Coronel João Pessoa, no dia 19 de dezembro, contando com apresentações artísticas, shows pirotécnicos, desfiles e celebrações de missas, além das comemorações de Natal e Ano-Novo.
As principais atrações turísticas são estátua do Cristo-Rei, no Cruzeiro dos Pagãos, e o poço dos Cágados.  No artesanato, as principais atividades são o barro, o bordado e a madeira. Há também grupos artesanais, bem como de manifestação tradicional popular e corais.
Coronel João Pessoa é a terra natal de Nélio Pereira Dias, paratleta na modalidade de natação, da Sociedade Amigos do Deficiente Físico (SADEF-RN), que já conquistou medalhas em diversas competições, como nos Jogos Parapan-Americanos do 2007 (Rio de Janeiro/RJ) e 2011 (Guadalajara, México), no Open Caixa Loterias de Atletismo e Natação de 2013 em São Paulo (SP), entre outros.